# Zweeds voetbalelftal onder 17 (mannen)
Het Zweeds voetbalelftal onder-17 is het voetbalteam dat Zweden vertegenwoordigt in competities voor spelers onder de 17 jaar. Het Zweedse U17-team ontstond na de herschikking van het UEFA European Under-16 Championship, dat in 2002 veranderde in een onder-17-competitie.
In het UEFA European Under-17 Championship 2013 bereikte Zweden de halve finale waar ze door Rusland werden uitgeschakeld na strafschoppen. In de FIFA U-17 World Cup 2013 eindigden ze op de derde plaats na het verslaan van Argentinië met 4-1 in de wedstrijd om de derde plaats. Valmir Berisha scoorde drie doelpunten in de wedstrijd en werd daarmee de topscorer van het toernooi.

## Prestaties op eindrondes
 Kampioen   Verliezend finalist   Derde plaats   Vierde plaats  0000 Toernooi gehouden in eigen land  

### FIFA Wereldkampioenschap

#### WK Onder-16 tijdperk
| FIFA U-16 Wereldkampioenschap-historie | FIFA U-16 Wereldkampioenschap-historie | FIFA U-16 Wereldkampioenschap-historie | FIFA U-16 Wereldkampioenschap-historie | FIFA U-16 Wereldkampioenschap-historie | FIFA U-16 Wereldkampioenschap-historie | FIFA U-16 Wereldkampioenschap-historie | FIFA U-16 Wereldkampioenschap-historie | FIFA U-16 Wereldkampioenschap-historie |    | FIFA U-16 Wereldkampioenschap kwalificatierecord | FIFA U-16 Wereldkampioenschap kwalificatierecord | FIFA U-16 Wereldkampioenschap kwalificatierecord | FIFA U-16 Wereldkampioenschap kwalificatierecord | FIFA U-16 Wereldkampioenschap kwalificatierecord | FIFA U-16 Wereldkampioenschap kwalificatierecord |
| Jaar                                   | Ronde                                  | Plaats                                 | GS                                     | W                                      | G                                      | V                                      | DV                                     | DT                                     | GS | W                                                | G                                                | V                                                | DV                                               | DT                                               |                                                  |
| -------------------------------------- | -------------------------------------- | -------------------------------------- | -------------------------------------- | -------------------------------------- | -------------------------------------- | -------------------------------------- | -------------------------------------- | -------------------------------------- | -- | ------------------------------------------------ | ------------------------------------------------ | ------------------------------------------------ | ------------------------------------------------ | ------------------------------------------------ | ------------------------------------------------ |
| 1985                                   | Niet gekwalificeerd                    | Niet gekwalificeerd                    | Niet gekwalificeerd                    | Niet gekwalificeerd                    | Niet gekwalificeerd                    | Niet gekwalificeerd                    | Niet gekwalificeerd                    | Niet gekwalificeerd                    | 12 | 6                                                | 4                                                | 2                                                | 12                                               | 6                                                |                                                  |
| 1987                                   | Niet gekwalificeerd                    | Niet gekwalificeerd                    | Niet gekwalificeerd                    | Niet gekwalificeerd                    | Niet gekwalificeerd                    | Niet gekwalificeerd                    | Niet gekwalificeerd                    | Niet gekwalificeerd                    | 2  | 0                                                | 1                                                | 1                                                | 3                                                | 4                                                |                                                  |
| 1989                                   | Niet gekwalificeerd                    | Niet gekwalificeerd                    | Niet gekwalificeerd                    | Niet gekwalificeerd                    | Niet gekwalificeerd                    | Niet gekwalificeerd                    | Niet gekwalificeerd                    | Niet gekwalificeerd                    | 2  | 0                                                | 1                                                | 1                                                | 2                                                | 4                                                |                                                  |
| Totaal                                 | Nooit gekwalificeerd                   | 0/3                                    | 0                                      | 0                                      | 0                                      | 0                                      | 0                                      | 0                                      | 16 | 6                                                | 6                                                | 4                                                | 17                                               | 14                                               |                                                  |

#### WK Onder-17 tijdperk
| FIFA Onder-17 Wereldkampioenschap historie | FIFA Onder-17 Wereldkampioenschap historie | FIFA Onder-17 Wereldkampioenschap historie | FIFA Onder-17 Wereldkampioenschap historie | FIFA Onder-17 Wereldkampioenschap historie | FIFA Onder-17 Wereldkampioenschap historie | FIFA Onder-17 Wereldkampioenschap historie | FIFA Onder-17 Wereldkampioenschap historie | FIFA Onder-17 Wereldkampioenschap historie |             | FIFA Onder-17 Wereldkampioenschap kwalificatie historie | FIFA Onder-17 Wereldkampioenschap kwalificatie historie | FIFA Onder-17 Wereldkampioenschap kwalificatie historie | FIFA Onder-17 Wereldkampioenschap kwalificatie historie | FIFA Onder-17 Wereldkampioenschap kwalificatie historie | FIFA Onder-17 Wereldkampioenschap kwalificatie historie |
| Jaar                                       | Ronde                                      | Plaats                                     | GS                                         | W                                          | G                                          | V                                          | DV                                         | DT                                         | GS          | W                                                       | G                                                       | V                                                       | DV                                                      | DT                                                      |                                                         |
| ------------------------------------------ | ------------------------------------------ | ------------------------------------------ | ------------------------------------------ | ------------------------------------------ | ------------------------------------------ | ------------------------------------------ | ------------------------------------------ | ------------------------------------------ | ----------- | ------------------------------------------------------- | ------------------------------------------------------- | ------------------------------------------------------- | ------------------------------------------------------- | ------------------------------------------------------- | ------------------------------------------------------- |
| 1991                                       | Niet gekwalificeerd                        | Niet gekwalificeerd                        | Niet gekwalificeerd                        | Niet gekwalificeerd                        | Niet gekwalificeerd                        | Niet gekwalificeerd                        | Niet gekwalificeerd                        | Niet gekwalificeerd                        | 5           | 3                                                       | 1                                                       | 1                                                       | 7                                                       | 2                                                       |                                                         |
| 1993                                       | Niet gekwalificeerd                        | Niet gekwalificeerd                        | Niet gekwalificeerd                        | Niet gekwalificeerd                        | Niet gekwalificeerd                        | Niet gekwalificeerd                        | Niet gekwalificeerd                        | Niet gekwalificeerd                        | 4           | 0                                                       | 0                                                       | 4                                                       | 1                                                       | 14                                                      |                                                         |
| 1995                                       | Niet gekwalificeerd                        | Niet gekwalificeerd                        | Niet gekwalificeerd                        | Niet gekwalificeerd                        | Niet gekwalificeerd                        | Niet gekwalificeerd                        | Niet gekwalificeerd                        | Niet gekwalificeerd                        | 6           | 3                                                       | 1                                                       | 2                                                       | 7                                                       | 6                                                       |                                                         |
| 1997                                       | Niet gekwalificeerd                        | Niet gekwalificeerd                        | Niet gekwalificeerd                        | Niet gekwalificeerd                        | Niet gekwalificeerd                        | Niet gekwalificeerd                        | Niet gekwalificeerd                        | Niet gekwalificeerd                        | 2           | 1                                                       | 0                                                       | 1                                                       | 2                                                       | 1                                                       |                                                         |
| 1999                                       | Niet gekwalificeerd                        | Niet gekwalificeerd                        | Niet gekwalificeerd                        | Niet gekwalificeerd                        | Niet gekwalificeerd                        | Niet gekwalificeerd                        | Niet gekwalificeerd                        | Niet gekwalificeerd                        | 5           | 3                                                       | 0                                                       | 2                                                       | 12                                                      | 7                                                       |                                                         |
| 2001                                       | Niet gekwalificeerd                        | Niet gekwalificeerd                        | Niet gekwalificeerd                        | Niet gekwalificeerd                        | Niet gekwalificeerd                        | Niet gekwalificeerd                        | Niet gekwalificeerd                        | Niet gekwalificeerd                        | 2           | 1                                                       | 1                                                       | 0                                                       | 3                                                       | 1                                                       |                                                         |
| 2003                                       | Niet gekwalificeerd                        | Niet gekwalificeerd                        | Niet gekwalificeerd                        | Niet gekwalificeerd                        | Niet gekwalificeerd                        | Niet gekwalificeerd                        | Niet gekwalificeerd                        | Niet gekwalificeerd                        | 3           | 1                                                       | 0                                                       | 2                                                       | 10                                                      | 4                                                       |                                                         |
| 2005                                       | Niet gekwalificeerd                        | Niet gekwalificeerd                        | Niet gekwalificeerd                        | Niet gekwalificeerd                        | Niet gekwalificeerd                        | Niet gekwalificeerd                        | Niet gekwalificeerd                        | Niet gekwalificeerd                        | 3           | 1                                                       | 1                                                       | 1                                                       | 3                                                       | 2                                                       |                                                         |
| 2007                                       | Niet gekwalificeerd                        | Niet gekwalificeerd                        | Niet gekwalificeerd                        | Niet gekwalificeerd                        | Niet gekwalificeerd                        | Niet gekwalificeerd                        | Niet gekwalificeerd                        | Niet gekwalificeerd                        | 6           | 1                                                       | 2                                                       | 3                                                       | 8                                                       | 12                                                      |                                                         |
| 2009                                       | Niet gekwalificeerd                        | Niet gekwalificeerd                        | Niet gekwalificeerd                        | Niet gekwalificeerd                        | Niet gekwalificeerd                        | Niet gekwalificeerd                        | Niet gekwalificeerd                        | Niet gekwalificeerd                        | 3           | 1                                                       | 0                                                       | 2                                                       | 4                                                       | 4                                                       |                                                         |
| 2011                                       | Niet gekwalificeerd                        | Niet gekwalificeerd                        | Niet gekwalificeerd                        | Niet gekwalificeerd                        | Niet gekwalificeerd                        | Niet gekwalificeerd                        | Niet gekwalificeerd                        | Niet gekwalificeerd                        | 3           | 0                                                       | 1                                                       | 2                                                       | 0                                                       | 4                                                       |                                                         |
| 2013                                       | Derde plaats                               | 3e                                         | 7                                          | 4                                          | 1                                          | 2                                          | 15                                         | 11                                         | 10          | 5                                                       | 5                                                       | 0                                                       | 19                                                      | 5                                                       |                                                         |
| 2015                                       | Niet gekwalificeerd                        | Niet gekwalificeerd                        | Niet gekwalificeerd                        | Niet gekwalificeerd                        | Niet gekwalificeerd                        | Niet gekwalificeerd                        | Niet gekwalificeerd                        | Niet gekwalificeerd                        | 6           | 1                                                       | 2                                                       | 3                                                       | 3                                                       | 12                                                      |                                                         |
| 2017                                       | Niet gekwalificeerd                        | Niet gekwalificeerd                        | Niet gekwalificeerd                        | Niet gekwalificeerd                        | Niet gekwalificeerd                        | Niet gekwalificeerd                        | Niet gekwalificeerd                        | Niet gekwalificeerd                        | 6           | 3                                                       | 0                                                       | 3                                                       | 14                                                      | 8                                                       |                                                         |
| 2019                                       | Niet gekwalificeerd                        | Niet gekwalificeerd                        | Niet gekwalificeerd                        | Niet gekwalificeerd                        | Niet gekwalificeerd                        | Niet gekwalificeerd                        | Niet gekwalificeerd                        | Niet gekwalificeerd                        | 9           | 3                                                       | 1                                                       | 5                                                       | 16                                                      | 18                                                      |                                                         |
| 2021                                       | Geannuleerd                                | Geannuleerd                                | Geannuleerd                                | Geannuleerd                                | Geannuleerd                                | Geannuleerd                                | Geannuleerd                                | Geannuleerd                                | Geannuleerd | Geannuleerd                                             | Geannuleerd                                             | Geannuleerd                                             | Geannuleerd                                             | Geannuleerd                                             |                                                         |
| 2023                                       | Niet gekwalificeerd                        | Niet gekwalificeerd                        | Niet gekwalificeerd                        | Niet gekwalificeerd                        | Niet gekwalificeerd                        | Niet gekwalificeerd                        | Niet gekwalificeerd                        | Niet gekwalificeerd                        | 3           | 0                                                       | 2                                                       | 1                                                       | 6                                                       | 8                                                       |                                                         |
| Totaal                                     | Beste resultaat: Derde plaats              | 1/17                                       | 7                                          | 4                                          | 1                                          | 2                                          | 15                                         | 11                                         | 76          | 27                                                      | 17                                                      | 32                                                      | 115                                                     | 108                                                     |                                                         |

### UEFA Europees Kampioenschap

#### Onder-16 tijdperk
| UEFA Europees kampioenschap voetbal onder 16 historie | UEFA Europees kampioenschap voetbal onder 16 historie | UEFA Europees kampioenschap voetbal onder 16 historie | UEFA Europees kampioenschap voetbal onder 16 historie | UEFA Europees kampioenschap voetbal onder 16 historie | UEFA Europees kampioenschap voetbal onder 16 historie | UEFA Europees kampioenschap voetbal onder 16 historie | UEFA Europees kampioenschap voetbal onder 16 historie | UEFA Europees kampioenschap voetbal onder 16 historie |    | UEFA Europees Kampioenschap voetbal onder 16 kwalificatie historie | UEFA Europees Kampioenschap voetbal onder 16 kwalificatie historie | UEFA Europees Kampioenschap voetbal onder 16 kwalificatie historie | UEFA Europees Kampioenschap voetbal onder 16 kwalificatie historie | UEFA Europees Kampioenschap voetbal onder 16 kwalificatie historie | UEFA Europees Kampioenschap voetbal onder 16 kwalificatie historie |
| Jaar                                                  | Ronde                                                 | Plaats                                                | GS                                                    | W                                                     | G                                                     | V                                                     | DV                                                    | DT                                                    | GS | W                                                                  | G                                                                  | V                                                                  | DV                                                                 | DT                                                                 |                                                                    |
| ----------------------------------------------------- | ----------------------------------------------------- | ----------------------------------------------------- | ----------------------------------------------------- | ----------------------------------------------------- | ----------------------------------------------------- | ----------------------------------------------------- | ----------------------------------------------------- | ----------------------------------------------------- | -- | ------------------------------------------------------------------ | ------------------------------------------------------------------ | ------------------------------------------------------------------ | ------------------------------------------------------------------ | ------------------------------------------------------------------ | ------------------------------------------------------------------ |
| 1982                                                  | Niet gekwalificeerd                                   | Niet gekwalificeerd                                   | Niet gekwalificeerd                                   | Niet gekwalificeerd                                   | Niet gekwalificeerd                                   | Niet gekwalificeerd                                   | Niet gekwalificeerd                                   | Niet gekwalificeerd                                   | 6  | 3                                                                  | 3                                                                  | 0                                                                  | 8                                                                  | 2                                                                  |                                                                    |
| 1984                                                  | Niet gekwalificeerd                                   | Niet gekwalificeerd                                   | Niet gekwalificeerd                                   | Niet gekwalificeerd                                   | Niet gekwalificeerd                                   | Niet gekwalificeerd                                   | Niet gekwalificeerd                                   | Niet gekwalificeerd                                   | 6  | 3                                                                  | 1                                                                  | 2                                                                  | 4                                                                  | 4                                                                  |                                                                    |
| 1985                                                  | Groepsfase                                            | 6e                                                    | 3                                                     | 2                                                     | 0                                                     | 1                                                     | 8                                                     | 7                                                     | 4  | 0                                                                  | 3                                                                  | 1                                                                  | 3                                                                  | 7                                                                  |                                                                    |
| 1986                                                  | Groepsfase                                            | 14e                                                   | 3                                                     | 0                                                     | 1                                                     | 2                                                     | 0                                                     | 4                                                     | 2  | 1                                                                  | 1                                                                  | 0                                                                  | 4                                                                  | 2                                                                  |                                                                    |
| 1987                                                  | Niet gekwalificeerd                                   | Niet gekwalificeerd                                   | Niet gekwalificeerd                                   | Niet gekwalificeerd                                   | Niet gekwalificeerd                                   | Niet gekwalificeerd                                   | Niet gekwalificeerd                                   | Niet gekwalificeerd                                   | 2  | 0                                                                  | 1                                                                  | 1                                                                  | 3                                                                  | 4                                                                  |                                                                    |
| 1988                                                  | Groepsfase                                            | 5e                                                    | 3                                                     | 1                                                     | 2                                                     | 0                                                     | 3                                                     | 2                                                     | 2  | 1                                                                  | 1                                                                  | 0                                                                  | 8                                                                  | 3                                                                  |                                                                    |
| 1989                                                  | Niet gekwalificeerd                                   | Niet gekwalificeerd                                   | Niet gekwalificeerd                                   | Niet gekwalificeerd                                   | Niet gekwalificeerd                                   | Niet gekwalificeerd                                   | Niet gekwalificeerd                                   | Niet gekwalificeerd                                   | 2  | 0                                                                  | 1                                                                  | 1                                                                  | 2                                                                  | 4                                                                  |                                                                    |
| 1990                                                  | Groepsfase                                            | 7e                                                    | 3                                                     | 1                                                     | 2                                                     | 0                                                     | 6                                                     | 3                                                     | 2  | 2                                                                  | 0                                                                  | 0                                                                  | 7                                                                  | 3                                                                  |                                                                    |
| 1991                                                  | Groepsfase                                            | 8e                                                    | 3                                                     | 2                                                     | 0                                                     | 1                                                     | 2                                                     | 1                                                     | 2  | 1                                                                  | 1                                                                  | 0                                                                  | 5                                                                  | 1                                                                  |                                                                    |
| 1992                                                  | Niet gekwalificeerd                                   | Niet gekwalificeerd                                   | Niet gekwalificeerd                                   | Niet gekwalificeerd                                   | Niet gekwalificeerd                                   | Niet gekwalificeerd                                   | Niet gekwalificeerd                                   | Niet gekwalificeerd                                   | 2  | 1                                                                  | 0                                                                  | 1                                                                  | 2                                                                  | 3                                                                  |                                                                    |
| 1993                                                  | Niet gekwalificeerd                                   | Niet gekwalificeerd                                   | Niet gekwalificeerd                                   | Niet gekwalificeerd                                   | Niet gekwalificeerd                                   | Niet gekwalificeerd                                   | Niet gekwalificeerd                                   | Niet gekwalificeerd                                   | 4  | 0                                                                  | 0                                                                  | 4                                                                  | 1                                                                  | 14                                                                 |                                                                    |
| 1994                                                  | Niet gekwalificeerd                                   | Niet gekwalificeerd                                   | Niet gekwalificeerd                                   | Niet gekwalificeerd                                   | Niet gekwalificeerd                                   | Niet gekwalificeerd                                   | Niet gekwalificeerd                                   | Niet gekwalificeerd                                   | 4  | 1                                                                  | 0                                                                  | 3                                                                  | 4                                                                  | 5                                                                  |                                                                    |
| 1995                                                  | Kwartfinales                                          | 8e                                                    | 4                                                     | 1                                                     | 1                                                     | 2                                                     | 3                                                     | 6                                                     | 2  | 2                                                                  | 0                                                                  | 0                                                                  | 4                                                                  | 0                                                                  |                                                                    |
| 1996                                                  | Niet gekwalificeerd                                   | Niet gekwalificeerd                                   | Niet gekwalificeerd                                   | Niet gekwalificeerd                                   | Niet gekwalificeerd                                   | Niet gekwalificeerd                                   | Niet gekwalificeerd                                   | Niet gekwalificeerd                                   | 2  | 1                                                                  | 0                                                                  | 1                                                                  | 3                                                                  | 5                                                                  |                                                                    |
| 1997                                                  | Niet gekwalificeerd                                   | Niet gekwalificeerd                                   | Niet gekwalificeerd                                   | Niet gekwalificeerd                                   | Niet gekwalificeerd                                   | Niet gekwalificeerd                                   | Niet gekwalificeerd                                   | Niet gekwalificeerd                                   | 2  | 1                                                                  | 0                                                                  | 1                                                                  | 2                                                                  | 1                                                                  |                                                                    |
| 1998                                                  | Groepsfase                                            | 13e                                                   | 3                                                     | 0                                                     | 2                                                     | 1                                                     | 2                                                     | 4                                                     | 3  | 2                                                                  | 1                                                                  | 0                                                                  | 8                                                                  | 5                                                                  |                                                                    |
| 1999                                                  | Groepsfase                                            | 12e                                                   | 3                                                     | 1                                                     | 0                                                     | 2                                                     | 3                                                     | 5                                                     | 2  | 2                                                                  | 0                                                                  | 0                                                                  | 9                                                                  | 2                                                                  |                                                                    |
| 2000                                                  | Niet gekwalificeerd                                   | Niet gekwalificeerd                                   | Niet gekwalificeerd                                   | Niet gekwalificeerd                                   | Niet gekwalificeerd                                   | Niet gekwalificeerd                                   | Niet gekwalificeerd                                   | Niet gekwalificeerd                                   | 3  | 1                                                                  | 0                                                                  | 2                                                                  | 3                                                                  | 4                                                                  |                                                                    |
| 2001                                                  | Niet gekwalificeerd                                   | Niet gekwalificeerd                                   | Niet gekwalificeerd                                   | Niet gekwalificeerd                                   | Niet gekwalificeerd                                   | Niet gekwalificeerd                                   | Niet gekwalificeerd                                   | Niet gekwalificeerd                                   | 2  | 1                                                                  | 1                                                                  | 0                                                                  | 3                                                                  | 1                                                                  |                                                                    |
| Totaal                                                | Beste resultaat: Kwartfinales                         | 8/19                                                  | 25                                                    | 8                                                     | 8                                                     | 9                                                     | 27                                                    | 32                                                    | 54 | 23                                                                 | 14                                                                 | 17                                                                 | 83                                                                 | 70                                                                 |                                                                    |

#### Onder-17 tijdperk
| UEFA Europees kampioenschap voetbal onder 17 historie | UEFA Europees kampioenschap voetbal onder 17 historie | UEFA Europees kampioenschap voetbal onder 17 historie | UEFA Europees kampioenschap voetbal onder 17 historie | UEFA Europees kampioenschap voetbal onder 17 historie | UEFA Europees kampioenschap voetbal onder 17 historie | UEFA Europees kampioenschap voetbal onder 17 historie | UEFA Europees kampioenschap voetbal onder 17 historie | UEFA Europees kampioenschap voetbal onder 17 historie |     | UEFA Europees Kampioenschap voetbal onder 17 kwalificatie historie | UEFA Europees Kampioenschap voetbal onder 17 kwalificatie historie | UEFA Europees Kampioenschap voetbal onder 17 kwalificatie historie | UEFA Europees Kampioenschap voetbal onder 17 kwalificatie historie | UEFA Europees Kampioenschap voetbal onder 17 kwalificatie historie | UEFA Europees Kampioenschap voetbal onder 17 kwalificatie historie |
| Jaar                                                  | Ronde                                                 | Plaats                                                | GS                                                    | W                                                     | G                                                     | V                                                     | DV                                                    | DT                                                    | GS  | W                                                                  | G                                                                  | V                                                                  | DV                                                                 | DT                                                                 |                                                                    |
| ----------------------------------------------------- | ----------------------------------------------------- | ----------------------------------------------------- | ----------------------------------------------------- | ----------------------------------------------------- | ----------------------------------------------------- | ----------------------------------------------------- | ----------------------------------------------------- | ----------------------------------------------------- | --- | ------------------------------------------------------------------ | ------------------------------------------------------------------ | ------------------------------------------------------------------ | ------------------------------------------------------------------ | ------------------------------------------------------------------ | ------------------------------------------------------------------ |
| 2002                                                  | Niet gekwalificeerd                                   | Niet gekwalificeerd                                   | Niet gekwalificeerd                                   | Niet gekwalificeerd                                   | Niet gekwalificeerd                                   | Niet gekwalificeerd                                   | Niet gekwalificeerd                                   | Niet gekwalificeerd                                   | 2   | 0                                                                  | 0                                                                  | 2                                                                  | 0                                                                  | 3                                                                  |                                                                    |
| 2003                                                  | Niet gekwalificeerd                                   | Niet gekwalificeerd                                   | Niet gekwalificeerd                                   | Niet gekwalificeerd                                   | Niet gekwalificeerd                                   | Niet gekwalificeerd                                   | Niet gekwalificeerd                                   | Niet gekwalificeerd                                   | 3   | 1                                                                  | 0                                                                  | 2                                                                  | 10                                                                 | 4                                                                  |                                                                    |
| 2004                                                  | Niet gekwalificeerd                                   | Niet gekwalificeerd                                   | Niet gekwalificeerd                                   | Niet gekwalificeerd                                   | Niet gekwalificeerd                                   | Niet gekwalificeerd                                   | Niet gekwalificeerd                                   | Niet gekwalificeerd                                   | 3   | 0                                                                  | 1                                                                  | 2                                                                  | 1                                                                  | 5                                                                  |                                                                    |
| 2005                                                  | Niet gekwalificeerd                                   | Niet gekwalificeerd                                   | Niet gekwalificeerd                                   | Niet gekwalificeerd                                   | Niet gekwalificeerd                                   | Niet gekwalificeerd                                   | Niet gekwalificeerd                                   | Niet gekwalificeerd                                   | 3   | 1                                                                  | 1                                                                  | 1                                                                  | 3                                                                  | 2                                                                  |                                                                    |
| 2006                                                  | Niet gekwalificeerd                                   | Niet gekwalificeerd                                   | Niet gekwalificeerd                                   | Niet gekwalificeerd                                   | Niet gekwalificeerd                                   | Niet gekwalificeerd                                   | Niet gekwalificeerd                                   | Niet gekwalificeerd                                   | 6   | 2                                                                  | 2                                                                  | 2                                                                  | 12                                                                 | 10                                                                 |                                                                    |
| 2007                                                  | Niet gekwalificeerd                                   | Niet gekwalificeerd                                   | Niet gekwalificeerd                                   | Niet gekwalificeerd                                   | Niet gekwalificeerd                                   | Niet gekwalificeerd                                   | Niet gekwalificeerd                                   | Niet gekwalificeerd                                   | 6   | 1                                                                  | 2                                                                  | 3                                                                  | 8                                                                  | 12                                                                 |                                                                    |
| 2008                                                  | Niet gekwalificeerd                                   | Niet gekwalificeerd                                   | Niet gekwalificeerd                                   | Niet gekwalificeerd                                   | Niet gekwalificeerd                                   | Niet gekwalificeerd                                   | Niet gekwalificeerd                                   | Niet gekwalificeerd                                   | 6   | 2                                                                  | 2                                                                  | 2                                                                  | 9                                                                  | 12                                                                 |                                                                    |
| 2009                                                  | Niet gekwalificeerd                                   | Niet gekwalificeerd                                   | Niet gekwalificeerd                                   | Niet gekwalificeerd                                   | Niet gekwalificeerd                                   | Niet gekwalificeerd                                   | Niet gekwalificeerd                                   | Niet gekwalificeerd                                   | 3   | 1                                                                  | 0                                                                  | 2                                                                  | 4                                                                  | 4                                                                  |                                                                    |
| 2010                                                  | Niet gekwalificeerd                                   | Niet gekwalificeerd                                   | Niet gekwalificeerd                                   | Niet gekwalificeerd                                   | Niet gekwalificeerd                                   | Niet gekwalificeerd                                   | Niet gekwalificeerd                                   | Niet gekwalificeerd                                   | 6   | 3                                                                  | 2                                                                  | 1                                                                  | 9                                                                  | 4                                                                  |                                                                    |
| 2011                                                  | Niet gekwalificeerd                                   | Niet gekwalificeerd                                   | Niet gekwalificeerd                                   | Niet gekwalificeerd                                   | Niet gekwalificeerd                                   | Niet gekwalificeerd                                   | Niet gekwalificeerd                                   | Niet gekwalificeerd                                   | 3   | 0                                                                  | 1                                                                  | 2                                                                  | 0                                                                  | 4                                                                  |                                                                    |
| 2012                                                  | Niet gekwalificeerd                                   | Niet gekwalificeerd                                   | Niet gekwalificeerd                                   | Niet gekwalificeerd                                   | Niet gekwalificeerd                                   | Niet gekwalificeerd                                   | Niet gekwalificeerd                                   | Niet gekwalificeerd                                   | 6   | 3                                                                  | 2                                                                  | 1                                                                  | 8                                                                  | 3                                                                  |                                                                    |
| 2013                                                  | Halve finale                                          | 3e                                                    | 4                                                     | 1                                                     | 3                                                     | 0                                                     | 2                                                     | 1                                                     | 6   | 4                                                                  | 2                                                                  | 0                                                                  | 17                                                                 | 4                                                                  |                                                                    |
| 2014                                                  | Niet gekwalificeerd                                   | Niet gekwalificeerd                                   | Niet gekwalificeerd                                   | Niet gekwalificeerd                                   | Niet gekwalificeerd                                   | Niet gekwalificeerd                                   | Niet gekwalificeerd                                   | Niet gekwalificeerd                                   | 6   | 1                                                                  | 1                                                                  | 4                                                                  | 3                                                                  | 9                                                                  |                                                                    |
| 2015                                                  | Niet gekwalificeerd                                   | Niet gekwalificeerd                                   | Niet gekwalificeerd                                   | Niet gekwalificeerd                                   | Niet gekwalificeerd                                   | Niet gekwalificeerd                                   | Niet gekwalificeerd                                   | Niet gekwalificeerd                                   | 6   | 1                                                                  | 2                                                                  | 3                                                                  | 3                                                                  | 12                                                                 |                                                                    |
| 2016                                                  | Kwartfinale                                           | 6e                                                    | 4                                                     | 2                                                     | 0                                                     | 2                                                     | 3                                                     | 3                                                     | 6   | 3                                                                  | 2                                                                  | 1                                                                  | 10                                                                 | 6                                                                  |                                                                    |
| 2017                                                  | Niet gekwalificeerd                                   | Niet gekwalificeerd                                   | Niet gekwalificeerd                                   | Niet gekwalificeerd                                   | Niet gekwalificeerd                                   | Niet gekwalificeerd                                   | Niet gekwalificeerd                                   | Niet gekwalificeerd                                   | 6   | 3                                                                  | 0                                                                  | 3                                                                  | 14                                                                 | 8                                                                  |                                                                    |
| 2018                                                  | Kwartfinale                                           | 8e                                                    | 4                                                     | 2                                                     | 0                                                     | 2                                                     | 4                                                     | 3                                                     | 6   | 2                                                                  | 4                                                                  | 0                                                                  | 12                                                                 | 2                                                                  |                                                                    |
| 2019                                                  | Groepsfase                                            | 15e                                                   | 3                                                     | 0                                                     | 0                                                     | 3                                                     | 3                                                     | 9                                                     | 6   | 3                                                                  | 1                                                                  | 2                                                                  | 13                                                                 | 9                                                                  |                                                                    |
| 2020                                                  | Geannuleerd vanwege Coronapandemie                    | Geannuleerd vanwege Coronapandemie                    | Geannuleerd vanwege Coronapandemie                    | Geannuleerd vanwege Coronapandemie                    | Geannuleerd vanwege Coronapandemie                    | Geannuleerd vanwege Coronapandemie                    | Geannuleerd vanwege Coronapandemie                    | Geannuleerd vanwege Coronapandemie                    |     |                                                                    |                                                                    |                                                                    |                                                                    |                                                                    |                                                                    |
| 2021                                                  | Geannuleerd vanwege Coronapandemie                    | Geannuleerd vanwege Coronapandemie                    | Geannuleerd vanwege Coronapandemie                    | Geannuleerd vanwege Coronapandemie                    | Geannuleerd vanwege Coronapandemie                    | Geannuleerd vanwege Coronapandemie                    | Geannuleerd vanwege Coronapandemie                    | Geannuleerd vanwege Coronapandemie                    |     |                                                                    |                                                                    |                                                                    |                                                                    |                                                                    |                                                                    |
| 2022                                                  | Groepsfase                                            | 9e                                                    | 3                                                     | 2                                                     | 0                                                     | 1                                                     | 5                                                     | 5                                                     | 6   | 2                                                                  | 4                                                                  | 0                                                                  | 16                                                                 | 6                                                                  |                                                                    |
| 2023                                                  | Niet gekwalificeerd                                   | Niet gekwalificeerd                                   | Niet gekwalificeerd                                   | Niet gekwalificeerd                                   | Niet gekwalificeerd                                   | Niet gekwalificeerd                                   | Niet gekwalificeerd                                   | Niet gekwalificeerd                                   | 3   | 0                                                                  | 2                                                                  | 1                                                                  | 6                                                                  | 8                                                                  |                                                                    |
| 2024                                                  | Groepsfase                                            | 12e                                                   | 3                                                     | 0                                                     | 2                                                     | 1                                                     | 3                                                     | 4                                                     | 6   | 4                                                                  | 1                                                                  | 1                                                                  | 11                                                                 | 7                                                                  |                                                                    |
| Totaal                                                | Beste: Halve finale                                   | 6/21                                                  | 21                                                    | 7                                                     | 5                                                     | 9                                                     | 20                                                    | 25                                                    | 107 | 39                                                                 | 32                                                                 | 36                                                                 | 176                                                                | 141                                                                |                                                                    |